# John A. Tynan
Matthew John Anthony „Jack“ Tynan (* 21. August 1927 in Irland; † 13. Februar 2018 in Palm Desert) war ein US-amerikanischer Journalist, Jazz-Autor, Kritiker und Herausgeber.

## Leben und Wirken
Jack Tynan wuchs in Clonmel im County Tipperary als ältestes von drei Kindern auf. 1946 zog er nach London; mit zwanzig Jahren emigrierte er in die Vereinigten Staaten, besuchte das Brooklyn College und begann in New York City eine Karriere als Journalist. Bei seiner Anstellung beim New York Herald Tribune erhielt er schon bald Gelegenheit, Jazz-Besprechungen zu verfassen. 1950 heiratete er Corinne Pearl Wagner; das Paar zog 1951 nach Los Angeles, wo Tynan zunächst für den Los Angeles Herald Express, dann als Autor und (ab 1955) Mitherausgeber (Associate editor) für die Jazz-Zeitschrift Down Beat arbeitete und von 1955 bis 1965 die Szene des West Coast Jazz kommentierte. So schrieb er Artikel u. a. über Charlie Byrd, Paul Horn, Julie London, Warne Marsh, Art Pepper, Vi Redd, Peggy Lee, Stan Kenton und Terry Gibbs. In seinen Beiträgen für Down Beat forderte er die Gleichbehandlung von weißen und afroamerikanischen Künstlern in der Musikindustrie; „mit der Schlagzeile Jim Crow Shadow Hovers Over Vegas Jazz Efforts vom 5. September 1956 und dem Artikel von John Tynan wurden die Segregationsbestimmungen direkt angegriffen“. Außerdem schrieb er über den Kampf von Jazzmusikern gegen ihre Drogenabhängigkeit.
Tynan tat sich allerdings mit den 1960 einsetzenden Neuerungen im Jazz, namentlich dem Free Jazz schwer. Zwar anerkannte und verteidigte er Ornette Coleman in seinem Artikel Ornette: the First Beginning; im Down Beat bezeichnete er 1961 John Coltranes Band mit Eric Dolphy als „anti-jazz“, was zu einer Kontroverse führte, in der schließlich Coltrane und Dolphy selbst der Jazzkritik antworteten. Ab 1965 arbeitete Tynan in der Nachrichten-Redaktion des Rundfunk- und Fernsehsenders KABC in Los Angeles; er erhielt zwei Mal den Golden Microphone Award für seine Verdienste als Nachrichtenautor im Rundfunk.